# Alebra castaneae
Alebra castaneae är en insektsart som beskrevs av Hamilton 1995. Alebra castaneae ingår i släktet Alebra och familjen dvärgstritar. Inga underarter finns listade i Catalogue of Life.